# Majhigau
Majhigau (nep. माझीगाउ) – gaun wikas samiti w zachodniej części Nepalu w strefie Seti w dystrykcie Bajhang. Według nepalskiego spisu powszechnego z 2011 roku liczył on 788 gospodarstw domowych i 4032 mieszkańców (2245 kobiet i 1787 mężczyzn).